# Landry Mulemo
Landry Mulemo, né le 17 septembre 1986 à Kinshasa (RD Congo), est un footballeur belgo-congolais. Il joue au poste de défenseur, plus précisément en tant qu'arrière gauche à l'Union royale Namur FLV.

## Biographie
Formé au Standard de Liège, Landry Mulemo a été prêté entre 2004 et 2007 au K Saint-Trond VV.
Il est international belge espoir et a participé au championnat d'Europe Espoirs 2007 aux Pays-Bas, se qualifiant pour les Jeux olympiques à Pékin.
Sa première sélection en équipe nationale belge a lieu le 9 octobre 2009 face à la Turquie mais il ne monte pas sur le terrain. Il profite des nouvelles règles de la FIFA pour changer d'avis et opter pour la République démocratique du Congo, comme Joachim Mununga et Andréa Mbuyi-MutomboEn 2021, il fait unrécrutement à Kinshasa pour le Malaga CF et en 2022 pour le KV Courtrai,.

## Palmarès
- Standard de Liège
  - Champion de Belgique en 2008 et 2009
  - Vainqueur de la Supercoupe de Belgique en 2008 et 2009